# Полярный круг
Поля́рный круг — это воображаемая линия на поверхности Земли, расположенная на широте примерно 66°33′ (северной и южной). За этой линией в течение года наблюдаются полярные явления как полярный день и полярная ночь. Полярный круг отмечает границу, начиная с которой такие явления возможны.
Различают полярный круг в северном полушарии (Северный полярный круг) и полярный круг в южном полушарии (Южный полярный круг).
Полярный круг может существовать только на планете, у которой угол наклона оси её вращения к перпендикуляру к плоскости орбиты (эклиптике) отличен от нуля. Широ́ты полярных кругов определяются углом наклона оси вращения планеты: из широты полюса (равной 90°) вычитают наклон оси планеты в градусах.
На широте полярного круга, в день зимнего (в данном полушарии) солнцестояния, центральная точка диска светила в момент истинного полудня (верхней кульминации светила) соприкасается с линией горизонта. От полярного круга и до географического полюса планеты лежит полярный пояс.

## На Земле
На Земле полярные круги расположены на широтах ± 66°33′44″ (66,562°). Радиусы их примерно равны 2585 км (2610 км по поверхности Земли), длины — около 16250 км.
В русском языке область от Северного полярного круга до Северного полюса называется «Заполярье».
Вследствие атмосферной рефракции и того, что Солнце наблюдается с поверхности не как точечный объект, а как диск, на Земле существует два пояса шириной около 185 км, в которых есть полярный день, но нет полярной ночи. В северном поясе находится, к примеру, город Кандалакша.
В каждом полушарии можно выделить несколько значений широты полярного круга. Так, на широте 65,392° (65°21’31") полярный день длится 1 сутки, 22 июня в Северном полушарии и 22 декабря в южном, но полярной ночи ещё нет — самый короткий в году день длится 3 часа 1 минуту. Если минимальная продолжительность дня в каком-либо месте за год не превышает 3 часов, очевидно, что полярный день там уже есть. К населенным пунктам, где есть полярный день, но нет полярной ночи, относятся Рованиеми, Уэлен, Туруханск, Варзуга, Салехард, Лабытнанги и многие другие. На широте 67,400° (67°24’00"), где полярная ночь длится 1 сутки, 22 декабря в Северном и 22 июня в Южном полушарии, полярный день длится уже 42 дня, с 1 июня по 13 июля или с 1 декабря по 13 января. Если в каком-либо месте полярный день длится от 1 до 41 дня в году, очевидно, что полярной ночи там ещё не бывает.
Можно выделить ещё теневой полярный круг, находящийся на 66,34° от экватора; севернее его 22 июня в полночь Солнце дает тень, то есть солнечный диск не опускается целиком за горизонт.
В настоящее время наклон земной оси медленно уменьшается, и полярные круги постепенно смещаются к ближайшему полюсу, всё больше удаляясь от экватора.
В день зимнего солнцестояния на широте северного полярного круга Солнце не восходит (на широте южного — не заходит) однократно, а в день летнего солнцестояния— наоборот. Ближе к полюсу (от полярного круга) эти явления растягиваются на бо́льшие периоды, в частности, на полюсах полярные день и ночь длятся по 189 и 176 суток соответственно.

### Территории, через которые проходят полярные круги
(По направлению от нулевого меридиана на восток)
Северный:
- Норвегия — фюльке Нурланн, Тромс, Финнмарк
- Швеция — лен Норрботтен;
- Финляндия — провинция Лапландия;
- Россия — Республика Карелия, Мурманская область, Ненецкий автономный округ, Архангельская область, Республика Коми, Ямало-Ненецкий автономный округ, Красноярский край, Якутия, Чукотский автономный округ;
- США — штат Аляска;
- Канада — территория Юкон, Северо-Западные территории, территория Нунавут;
- Дания — автономная единица Гренландия;
- Исландия — регион Нордюрланд-Эйстра (остров Гримсей).

Южный:
- Антарктика — земля Эндерби (горы Скотта), земля Вильгельма II (шельфовый ледник), земля королевы Мэри, земля Уилкса, земля Адели, земля Георга V, Антарктический полуостров.

### Символические указатели при пересечении полярного круга
- Норвегия, Saltfjellet (1937)
- Швеция, г. Йокмокк
- Финляндия, Рованиеми (1975)
- Россия, Республика Карелия
- Россия, Ямало-Ненецкий автономный округ
- Россия, Якутия
- г. Усинск, Республика Коми, Россия

## На Марсе
Марс вращается вокруг своей оси почти так же, как и Земля: ось вращения наклонена к плоскости орбиты на угол 25,19°, почти равный углу наклона земной оси (23,45°). Это значит, что смена дня и ночи, а также смена времён года на Марсе протекают почти так же, как на Земле. Расположение полярного круга близкое к земному: широта около 64,81°. Из-за большей удалённости от Солнца видимый угловой диаметр его на Марсе меньше, чем на Земле, поэтому широты, где можно наблюдать полярный день и полярную ночь, различаются ещё меньше.
В мае 2008 года на северную полярную область Марса, за северным полярным кругом в зоне вечной мерзлоты, опустился аппарат «Феникс». Аппарат прибыл на Марс в середине северного полярного дня, однако уже к августу Солнце начало опускаться за горизонт — сначала ненадолго, но постепенно соотношение тёмного и светлого времени увеличивалось. Угол падения солнечных лучей постепенно уменьшался. Энергии на обогрев движущихся частей, научной аппаратуры и электроники, приходилось тратить всё больше. Аппарат работал до ноября, когда связь с ним была потеряна.